# ماريون ودمان
ماريون ودمان (بالإنجليزية: Marion Woodman)‏ (15 أغسطس 1928، لندن في كندا - 9 يوليو 2018، لندن في كندا)؛ عالمة نفس، كاتِبة وشاعرة كندية. درست في جامعة ويسترن أونتاريو.